# 呂訥堡大學
洛伊法纳呂訥堡大學（德語：Leuphana Universität Lüneburg），通常譯為呂訥堡大學，是位於德國呂訥堡的一所公立大學，成立於1946年，當時是一所教育學院（Pädagogische Hochschule）。
其名稱中的洛伊法纳（Leuphana）來自古希臘語，指的是易北河地區的一個古聚居地，可能就是現在的呂訥堡。呂訥堡大學是德國國內的優秀大學之一。

## 外部連結
- Leuphana Universität Lüneburg （页面存档备份，存于）
- AStA der Universität Lüneburg（页面存档备份，存于）
- Kunstraum of Leuphana University Lüneburg（页面存档备份，存于）
- Lehrstuhl für Gründungsmanagement (gmlg)（页面存档备份，存于）

53°13′44″N 10°24′04″E / 53.22889°N 10.40111°E